# Příbraz
Příbraz település Csehországban, a Jindřichův Hradec-i járásban. Příbraz Chlum u Třeboně, Pístina, Stráž nad Nežárkou és Stříbřec településekkel határos. Lakosainak száma 277 fő (2024. január 1.).

## Népesség
A település lakosságának változását az alábbi diagram mutatja:
| Lakosok száma | 594  | 712  | 622  | 466  | 248  | 221  | 256  | 261  | 278  | 277  |
|               | 1869 | 1890 | 1921 | 1950 | 1980 | 2001 | 2017 | 2019 | 2022 | 2024 |